# かに座ガンマ星
かに座γ星（かにざガンマせい、γ Cnc / γ Cancri）は、かに座に位置する恒星で5等星。

## 概要
準巨星とされているが、理論からは主系列星と推測されている。10等星と12等星の恒星と三重星に見えるが、いずれも連星ではない。

## 名称
固有名のアセルス・ボレアリス (Asellus Borealis) は、ラテン語で「北のロバ」を意味する言葉に由来する。プレセペ星団を「飼い葉桶」に見立て、δ星を南側のロバとして2頭のロバが飼い葉桶を挟む姿としている。2016年11月6日、国際天文学連合の恒星の命名に関するワーキンググループ (Working Group on Star Names, WGSN) は、かに座γ星の固有名として Asellus Borealis を正式に承認した。